# Studebaker Avanti
Studebaker Avanti — спортивний автомобіль американської компанії Studebaker, що випускався з червня 1962 по грудень 1963 з кузовом купе.

## Конструкція
Кузов розробив французький дизайнер Раймонд Лоуі. Він не отримав аеродинамічну форму з гладкою передньою частиною без решітки радіатора, вперше у США дискові гальма на усіх колесах, як додаткові опції ремні безпеки, замки безпеки, каркас безпеки у кабіні. Прогресивний дизайн автомобіля розробили впродовж 5 тижнів і навіть після закриття компанії Studebaker виготовлялись репліки авто — Avanti II.
Лоуі розробив 1963 4-дверний лімузин і 2-дводверне купе. Французька кузовобудівна фабрика Pichon-Parat збудувала один прототип, що не пішов у серійне виробництво.

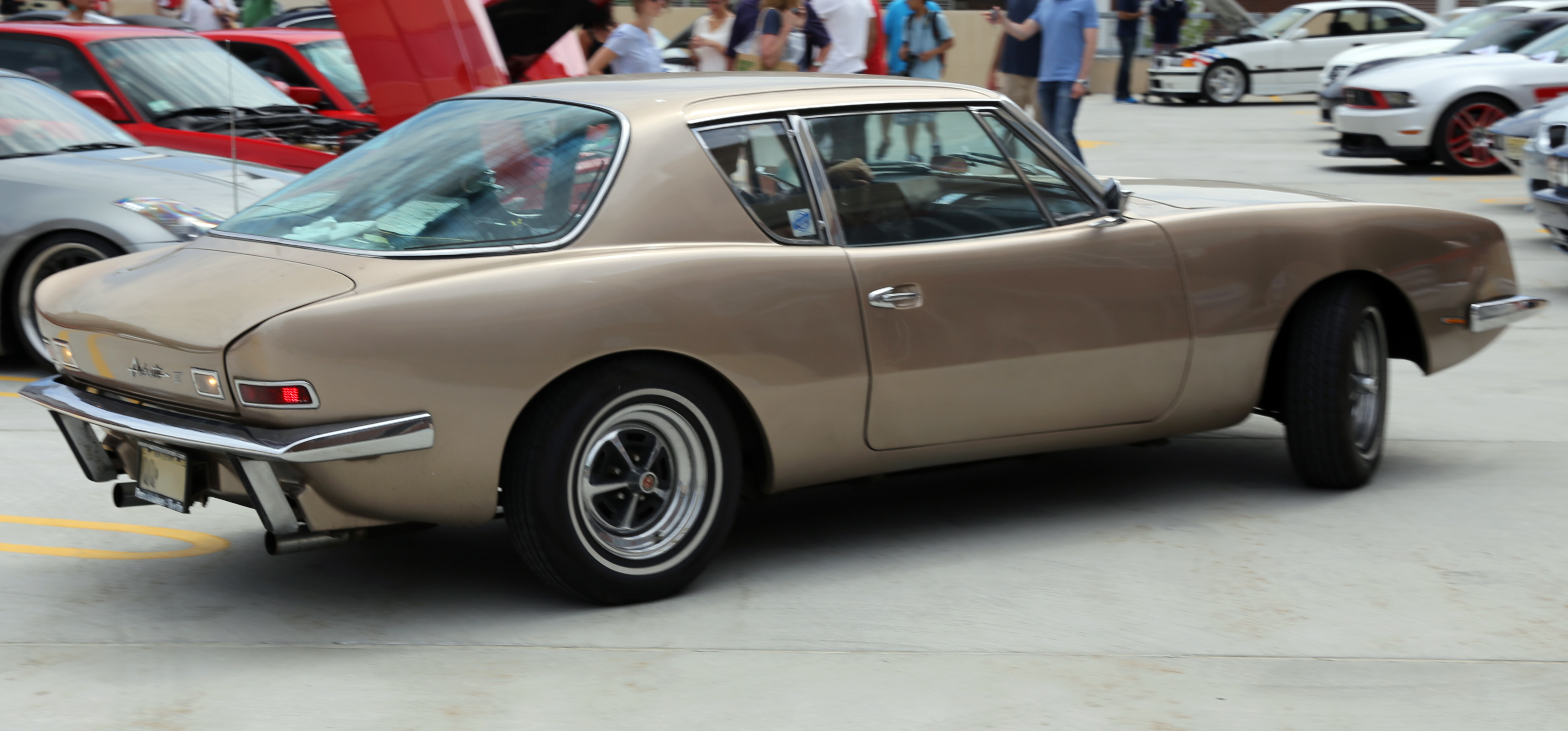
Studebaker Avanti. 1967

Одночасно через фінансові проблеми компанії використали застарілі елементи ходової частини з Studebaker Lark, що походили з 1953 року. Мотор V8 об'ємом 4,7 л модифікації R-1 був доволі потужним (240 к.с.). При бажанні у модифікації R-2 встановлювали компресор (289 к.с.) Схожий мотор з Ford Mustang розвивав потужність від 210 к.с. до 270 к.с. у форсованому режимі.
За допомоги Енді Гранателлі розробили мотор R-3 об'ємом 4,7 л, R-4 (4,9 л), R-5 (5,0 л) з компресором Paxton потужністю від 335 к.с. Мотор R-5 отримав по компресору на кожен блок циліндрів потужністю 575 к.с. Енді Гранателлі збудував для цього мотору спеціальне авто, плануючи перевищити швидкість 200 миль/годину (323 км/год), однак зміг досягнути лише 316,36 км/год.
Влітку, восени 1963 Енді Гранателлі встановив на Studebaker Avanti з мотором R-3 на соляному озері Бонневіль 34 національні рекорди швидкості, досягнувши 275 км/год. З цієї нагоди Avanti рекламували як найшвидше серійне авто світу. З 1965 мотор використовували на перших моделях компанії Excalibur.

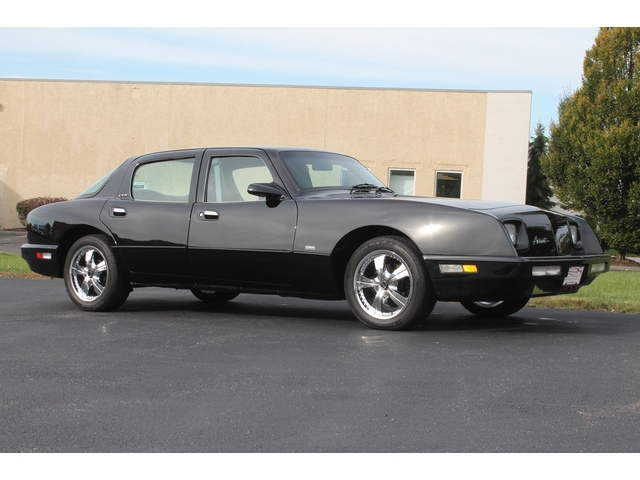
Avanti II. 1991

Завдяки рекламі компанія Studebaker отримала багато попередніх замовлень на виготовлення Studebaker Avanti. Але виникли проблеми у збиранні кузовів з скловолокна. Через затримки багато замовлень скасували. У грудні 1963 зупинили виробництво у США, продовживши у Канаді. З програми виробництва випав Studebaker Avanti, якого виготовили 4643 екземпляри. Право на модель Avanti купили два автодилери Studebaker, які організували збирання моделі на заводі Checker Taxi. На початку 1980-х років збирали близько 150–250 машин щорічно. З 1987 новий власник прав почав збирати Avanti II на базі Chevrolet Camaro, Pontiac Firebird з 4-дверними кузовами.

## Посилання

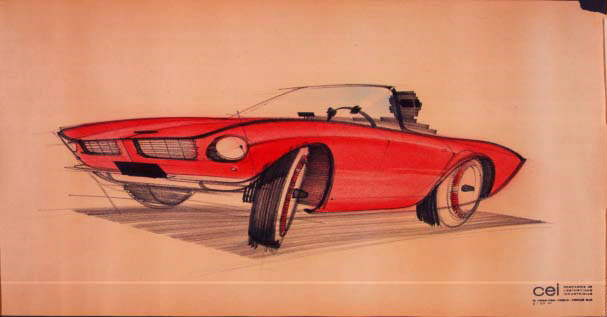
Ескіз Avanti Раймонда Лоуі